# Buch-Sankt Magdalena
Buch-Sankt Magdalena är en kommun i distriktet Hartberg-Fürstenfeld i förbundslandet Steiermark i Österrike.
Kommunen består av nio orter (Ortschaften) (inom parentes invånarantal 1 januari 2024):

- Geiseldorf (168)
- Hopfau (380)
- Lemberg (226)
- Längenbach (38)
- Mitterndorf (77)
- Oberbuch (136)
- Unterbuch (606)
- Unterdombach (132)
- Weinberg (421)

Kommunen bildades den 1 januari 2013 genom en sammanslagning av kommunerna Buch-Geiseldorf och Sankt Magdalena am Lemberg.